# Gråå BK
Gråå BK är en volleybollklubb i Göteborg som bildades 1976. Gråå spelar i division 3 inom Sveriges volleybollförbund, och har både herr- och damverksamhet.

## Historik
Klubben bildades 1976 som en fotbollsklubb. Man beslutade sig för att spela i grå tröjor, och kallade sig därför Grå BK. Svenska fotbollförbundet tillät dock inte färger som klubbnamn, och man var därför tvungen att lägga till ett extra å i namnet. Mot slutet av 1970-talet startades även ett damfotbollslag, som varade i några år innan damerna i stället började spela volleyboll. Sedan 1992 är klubben en renodlad volleybollklubb både på herr- och damsidan. Fotbollslaget spelade sina hemmamatcher på Tuvevallen i Tuve på Hisingen.